# Har De ikke set Cecilie?
Har De ikke set Cecilie? er en dansk stumfilm fra 1919, der er instrueret af Lau Lauritzen Sr. efter manuskript af Helen Gammeltoft.

## Handling
Denne artikel mangler et handlingsreferat. Hjælp os med at skrive det.

## Medvirkende
- Frederik Buch - Peter Knopp
- Agnes Andersen - Frøken Molly
- Ebba Lorentzen